# 今日緬甸
今日緬甸是一家总部位於缅甸的新闻机构，由汤森路透基金会創辦於2015年。該新聞機構發表免費的缅甸语和英语新聞報道。该新闻機構自成立以来，有數名记者屢次遭到緬甸军方和司法機關的威胁和攻击。截至2019年9月，今日緬甸共有30名记者，读者人数超过35万。